# Ribécourt-la-Tour
Ribécourt-la-Tour ist eine französische Gemeinde mit 378 Einwohnern (Stand 1. Januar 2022) im Département Nord in der Region Hauts-de-France. Sie gehört zum Kanton Le Cateau-Cambrésis im Arrondissement Cambrai.

## Lage
Die Gemeinde Ribécourt-la-Tour liegt an der Grenze zum Département Pas-de-Calais, zehn Kilometer südwestlich von Cambrai. Sie grenzt im Norden an Flesquières, im Osten an Marcoing, im Süden an Villers-Plouich, im Südwesten an Trescault und im Nordwesten an Havrincourt. Im Südosten hat das Gemeindegebiet einen Anteil an einem Kraftstofftanklager.

## Bevölkerungsentwicklung
| Jahr                       | 1962 | 1968 | 1975 | 1982 | 1990 | 1999 | 2006 | 2012 | 2021 |
| Einwohner                  | 482  | 449  | 404  | 410  | 415  | 404  | 378  | 372  | 376  |
| Quellen: Cassini und INSEE |      |      |      |      |      |      |      |      |      |

## Sehenswürdigkeiten
- Kirche St-Léger (Gemälde als Monuments historiques geschützt)

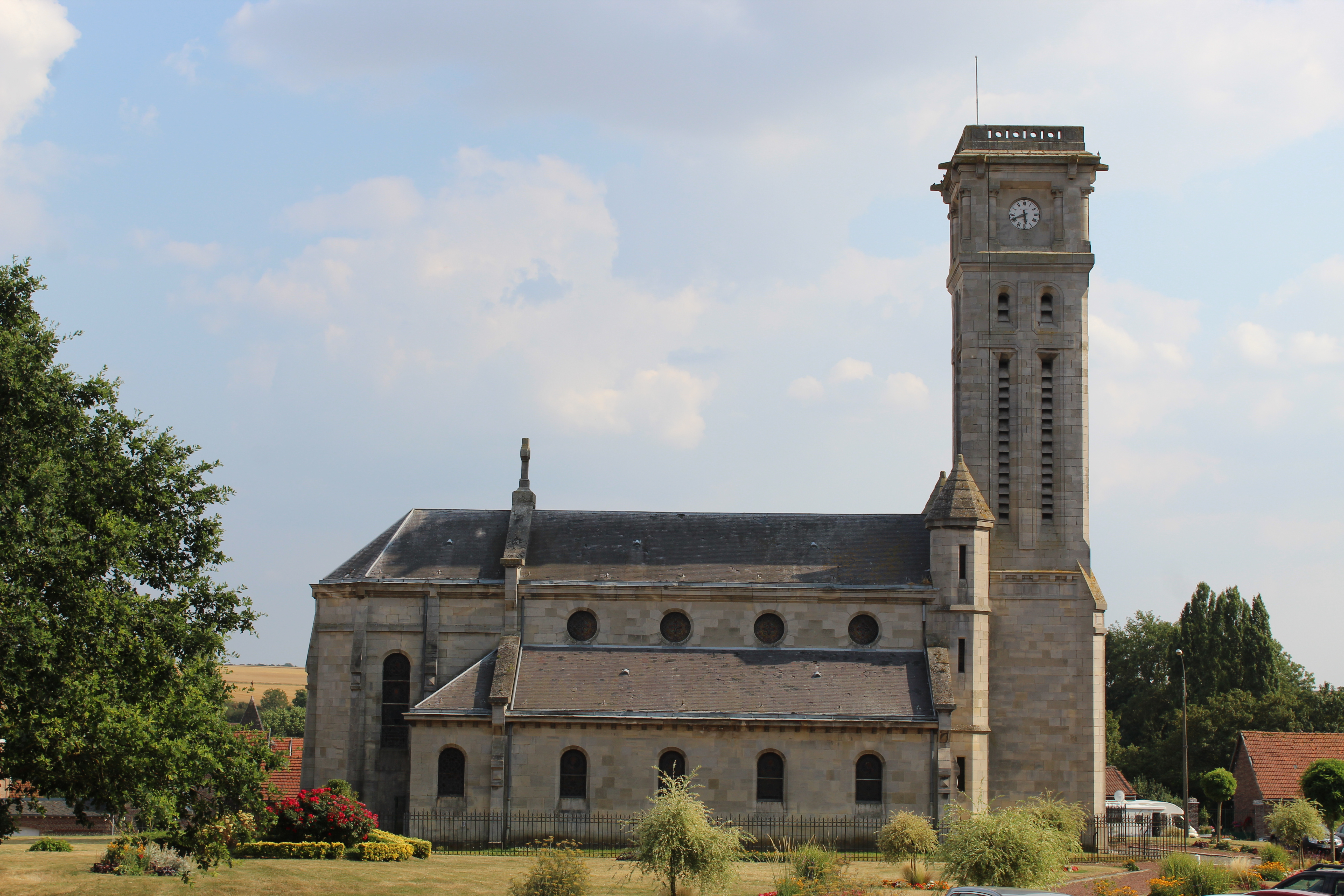
Kirche Saint-Léger
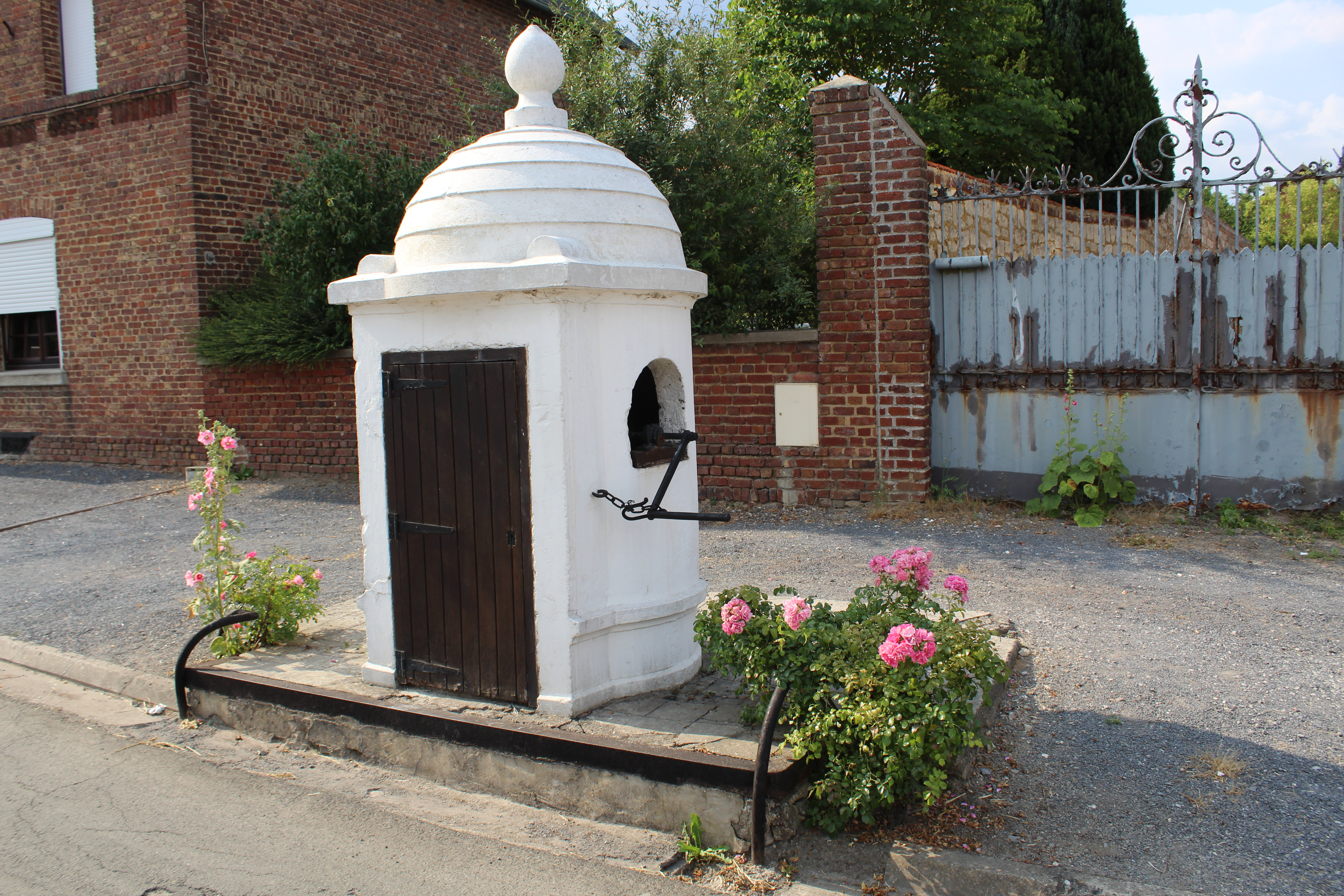
Ehemaliger öffentlicher Brunnen